# ناصر کردی یوسفی‌نژاد
ناصر کردی یوسفی‌نژاد معروف به ناصر یوسفی (۱۳۳۲ در آبادان – ۱۳۹۴ در استکهلم) کارگردان، بازیگر و مجری ایرانی بود.

## زندگی
در سال ۱۳۵۴، تحصیل در رشتهٔ بازیگری و کارگردانیِ تئاتر در دانشکدهٔ هنرهای زیبای دانشگاه تهران را آغاز کرد و همان سال‌ها کار کارگردانی و بازیگری تئاتر را شروع کرد. نمایش خُرده‌بورژواها به کارگردانی او با استقبال مواجه شد و رکورد فروش را در سال‌های اول انقلاب ایران شکست. 
او در اواخر دههٔ ۱۳۶۰ همراه با افرادی چون مینا آذریان، مسعود رایگان، امیر برغشی، محمود داوودی و ملیحه مینوخرد به سوئد مهاجرت کرد. او در سوئد، علاوه بر کارگردانی نمایش‌های مختلف، با تئاتر وستر بوتن در شمال سوئد، به‌عنوان دستیار کارگردان در نمایش «هملت» و به‌عنوان دستیار تهیه‌کننده در تئاتر مرکزی همکاری داشت. او در نمایش‌های رادیویی مثل «عروسی خون» نوشتهٔ لورکا نیز ایفای نقش کرد و مجری برنامه‌های رادیویی از جمله رادیو همبستگی استکهلم بود.

## آثار

### کارگردانی
- «پیک‌نیک در میدان جنگ» اثر فرناندو آرابال
- نمایشنامه «ترس و نکبت رایش سوم»
- «خُرده‌بورژواها» اثر ماکسیم کورکی
- «وضعیت قرمز» نوشته امیر برغشی
- بازسازی و اجرای داستان‌های نویسندگان مختلف در برنامهٔ «دنیای کتاب»
- نمایش تلویزیونی «رام‌الله»
- سریال «پیدایشِ صهیونیزم»
- «سلام، خداحافظ» از اتول فوگارد
- «کاکتوس‌های کوچولو را دوست دارم»
- «اژدها»
- «آخرین نامه» از نسیم خاکسار
- «بازگشت» از مینا آذریان
- مستندِ تلویزیونیِ به‌سوی طبس (بر اساسِ سفرنامهٔ ویلی شیرکلوند)

### بازیگری
- «ترس و نکبت رایش سوم» نوشته برتولت برشت به‌کارگردانی محمود داوودی
- «خدارا هجی کن» به‌کارگردانی اصغر همت
- «همشهری» به‌کارگردانی مهدی هاشمی
- آهو از بهرام بیضائی به‌کارگردانی حمید حمزه